# حادثة كاورباغي
حادثة كاورباغي أو مجزرة كاورباغي أو مذبحة كاورباغي حدثت في 12 تموز 1946، عندما قامت قوات من الشرطة بإطلاق النار على مجموعة من العمال التركمان في شركة نفط كركوك المضربين عن العمل للمطالبة بحقوقهم والذين كانوا مجتمعين في حديقة كاورباغي في كركوك.
في يوم 7 تموز 1946، حضر وزير الاقتصاد بابا علي الشيخ محمود في وزارة أرشد العمري إلى كركوك في محاولة للضغط على العمال التركمان المضربين بغية إنهاء إضرابهم الذي بدأ يوم 3 تموز، ولما فشل في إقناعهم عاد إلى استخدام أساليب التهديد والوعيد، ردّ عليه العمال المضربون بتجمع في حديقة كاورباغي.
أدت الحادثة إلى مقتل 6 عمال أو 16 عاملاً، وجرح 14 أو أكثر من 30 آخرين.

## نتائج الحادثة
- اتهام متصرف كركوك حسن فهمي ومدير الشرطة عبد الرزاق فتاح بإعطاء الأوامر، واعتبار ضابط الشرطة سعيد عبد الغني المسؤول المباشر عن التنفيذ، لكن المحكمة برأتهم لاحقا.
- استقالة وزير الداخلية عبد الله القصاب في 17 آب 1946[5]
- استقالة وزارة أرشد العمري في 16 تشرين الأول 1946